# Fiat 6 HP
FIAT 6 HP a Fiat autógyár 1900 és 1901 között gyártott személygépkocsi típusa.

## Jellemzése
Elődjéhez, a FIAT 3 ½ HP típushoz képest a gépkocsit nagyobb méretű karosszériával látták el, ezzel önsúlyát közel másfélszeresére növelték. Szintén Aristide Faccioli tervei alapján készítették. Mindössze 20 darabot gyártottak belőle. Kéthengeres, négyütemű, vízhűtéses motorja 1082 cm³ lökettérfogatú. Az 1000 kg önsúlyú jármű hossza 2810 mm, szélessége 1450 mm, magassága 1620 mm. Küllős kerekei levegővel felfújt gumiabroncsokkal vannak ellátva. A három fokozatú sebességváltóval felszerelt jármű 45 km/h végsebességet ér el.